# Matt Sorum
Matt Sorum, ameriški bobnar, * 19. november 1960, Mission Viejo, Kalifornija, ZDA.
Znan je kot nekdanji bobnar pri skupini Guns N' Roses ter pri superskupini Velvet Revolver.
Preden je postal bobnar pri Guns N' Roses, je bil član skupine The Cult. Gunsom se je pridružil poleti 1990, ko so odpustili Stevena Adlerja. Prvi nastop je doživel v Riu de Janieru pred 260.000 ljudmi. V skupini je ostal sedem let in sodeloval na albumih Use Your Illusion I (1991), Use Your Illusion II (1991) ter The Spaghetti Incident? (1993), leta 1997 pa je po sporu z Axlom Roseom odšel. Po tistem je sodeloval pri več bolj ali manj stalnih zasedbah, kot so Velvet Revolver, ki jo je soustanovil z nekaterimi drugimi člani Guns N' Roses, Daveom Kushnerjem in Scottom Weilandom, Camp Freddy, ki izvaja rock priredbe, in turnejska skupina Kings of Chaos. Izdal je tudi en solo album.
Leta 2012 je bil kot član Guns N' Roses sprejet v Hram slavnih rokenrola.